# Ален Мустафич
Ален Мустафич (босн. Alen Mustafić, 5 липня 1999, Тузла) — боснійський футболіст, півзахисник данського клубу «Оденсе».
На правах оренди грає в польському клубі «Шльонськ».

## Клубна кар'єра
Розпочав займатись футболом у клубі «Слобода» (Тузла), звідки 2015 року перейшов до академії «Сараєво». Навесні 2018 року виграв з цією командою молодіжний чемпіонат країни
Перед весняною частиною сезону 2017/18 був включений до заявки основної команди і дебютував у її складі в 20-му турі чемпіонату, який відбувся 25 лютого 2018 року проти клубу «Радник» (Бієліна), вийшовши на поле на 76-й хвилині, а матч завершився нульовою нічиєю. 2019 року Мустафич виграв «золотий дубль» з «Сараєво» — чемпіонство і Кубок країни. 15 вересня 2019 року він забив свій перший гол у лізі за рідний клуб у поєдинку з клубом «Звієзда 09» (2:0), відкривши рахунок на 43-й хвилині. Загалом за «Сараєво» Ален провів 33 матчі в усіх турнірах, в тому числі чотири грі в попередніх раундах Ліги Європи УЄФА.
У січні 2020 року він залишив «Сараєво» і на правах оренди до кінця сезону відправився в братиславський «Слован». Дебютував за нову команду у чемпіонаті 20 червня, провівши весь матч проти «Жиліни», який його команда виграла 3:2 і достроково здобула титул чемпіона Словаччини. У тому ж сезоні він тріумфував з клубом і у кубку Словаччини, таким чином вигравши «золотий дубль» з другим клубом у своїй кар'єрі. Незважаючи на те, що боснієць не був основним гравцем, влітку 2020 року він підписав чотирирічний контракт з братиславцями.
Відразу після цього Алена було віддано на сезон в оренду до іншої словацької команди «Нітра». У її складі Мустафич дебютував у грі проти своєї команди, «Слована» у першому турі, який відбувся 8 серпня 2020 року. Він провів на полі усі 90 хвилин, але його нова команда розгромно поступилась 0:5. А 1 листопада, у 12-му турі, знову в поєдинку проти «Слована», Мустафич забив єдиний і тому переможний гол у матчі на 62-й хвилині. Свій другий гол у сезоні він забив 16 грудня 2020 року в 18-му турі, коли на 73-й хвилині зрівняв рахунок (1:1) з командою «Тренчин», втім матч завершився поразкою «Нітри» з рахунком 1:2. У тому сезоні «Нітра» боролась за виживання у вищому дивізіоні, але посіла останнє 12 місце і вилетіла до другого дивізіону, а Мустафич був основним гравцем, зігравши 31 матч.
Повернувшись 2021 року до «Слована», Мустафич потрапив з командою до групового етапу новоствореної Ліги конференцій 2021/22, але в кваліфікації зіграв лише один матч, а на груповій стадії взагалі на поле не виходив, оскільки не потрапив до заявки на цей турнір. Тим не менш у чемпіонаті боснієць час від часу виходив і 12 лютого 22 року забив свій перший гол у сезоні у поєдинку з командою «Сениця» (5:0). Потім він забив у домашньому поєдинку 27-го раунду проти ДАКа 1904 (3:1). Загалом зігравши у сезоні 2021/22 у 16 іграх чемпіонату, в яких забив 2 голи, він допоміг своїй команді стати чемпіоном Словаччини. Також Мустафич відзначився голом у фіналі Кубка Словаччини 2021/22, втім його команда поступилась 1:2 в додатковий час «Спартаку» (Трнава) і не добула трофей.

## Виступи за збірну
У 2017—2018 роках Мустафич виступав за юнацьку збірну Боснії та Герцеговини до 19 років під керівництвом тренера Тоні Карачича, зігравши у її складі у 6 іграх.

## Досягнення
- Чемпіон Боснії і Герцеговини: 2018/19
- Володар Кубка Боснії і Герцеговини: 2018/19
- Чемпіон Словаччини: 2019/20, 2021/22 2024/25
- Володар Кубка Словаччини: 2019/20